# Luchuena hachijoensis
Luchuena hachijoensis es una especie de molusco gasterópodo de la familia Enidae en el orden de los Stylommatophora.

## Distribución geográfica
Es endémica del Japón.